# Sélange
Sélange ou Selange(prononcé /ze.lɑ̃ʒ/, en luxembourgeois Séilen, en wallon Sélindje) est un village et une section de la commune belge de Messancy située en Région wallonne dans la province de Luxembourg. Immédiatement frontalier du Grand-Duché de Luxembourg, Sélange appartient à la sous-région linguistique du Pays d'Arlon. C'était une commune à part entière avant la fusion des communes de 1977.

## Géographie

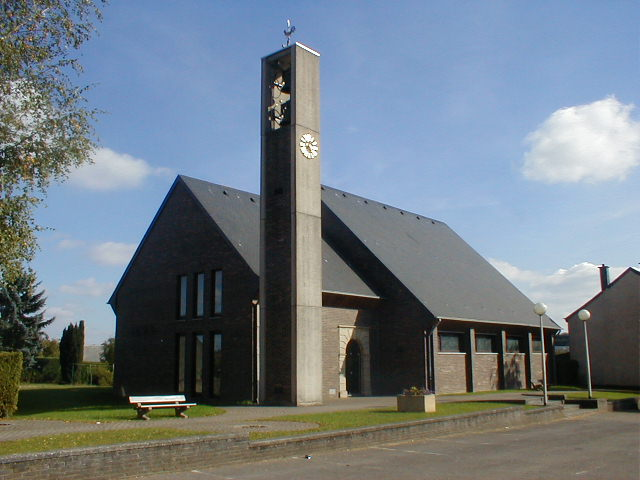
L’église Sainte-Odile, au centre du village de Sélange.

Sélange est délimité à l’est et au sud-est par la frontière luxembourgeoise et se situe à 5 km au nord-est de la frontière française.
Le village se situe dans le bassin versant du Rhin, mais est contigu au bassin versant de la Meuse des côtés ouest et sud. Une des sources de la rivière Eisch (un affluent de l’Alzette) se trouve sur son territoire. Pour ce qui est du bassin de la Meuse, le Séilenerbaach prend sa source au sud du village et coule vers l’ouest pour aller se jeter dans la Messancy.

### Section de Sélange
La section de Sélange ne comprend pas d'autres villages que celui-ci.

## Démographie
Sélange compte, au 1er janvier 2020, 762 habitants (402 hommes et 360 femmes).
Le graphique suivant reprend l'évolution de la population au 1er janvier de chaque année.

### Langue
Le village se trouvant en Pays d'Arlon, la langue régionale endogène est le luxembourgeois, langue nationale de son voisin le Grand-Duché de Luxembourg. En 1978, 75 % des habitants parlaient couramment luxembourgeois. La part de locuteurs est en baisse constante comme pour toutes les langues régionales de Wallonie, au profit du français.

## Personnalités
- Jean-Baptiste Musty (1912-1992), évêque auxiliaire de Namur, né et inhumé à Sélange
- François Poiré (1887-1980), chanoine, inhumé à Sélange

## Patrimoine

### Patrimoine architectural
- L’église, construite en 1983, est dédiée à sainte Odile, qui est invoquée contre les maladies des yeux[4]. La paroisse fait actuellement partie du secteur pastoral de Messancy, qui dépend du doyenné de Messancy.
- Quelques calvaires,
- Deux chapelles :
  - la chapelle Notre-Dame de Lourdes, datant de la fin du XIXe siècle est située à l’entrée du bois au nord du village du côté de Hondelange ;
  - la chapelle Notre-Dame de Lösbruck, sise dans l’ancien cimetière au lieu-dit Klaus à l’ouest du village. Il y existait un ermitage jusqu’en 1793.

## Vie associative
Le village de Sélange est actif par ses différentes sociétés et clubs, qui organisent différentes manifestations tout au long de l'année, dont la kermesse annuelle qui se déroule le quatrième week-end après Pâques.

### Harmonie Royale «l'Alliance»

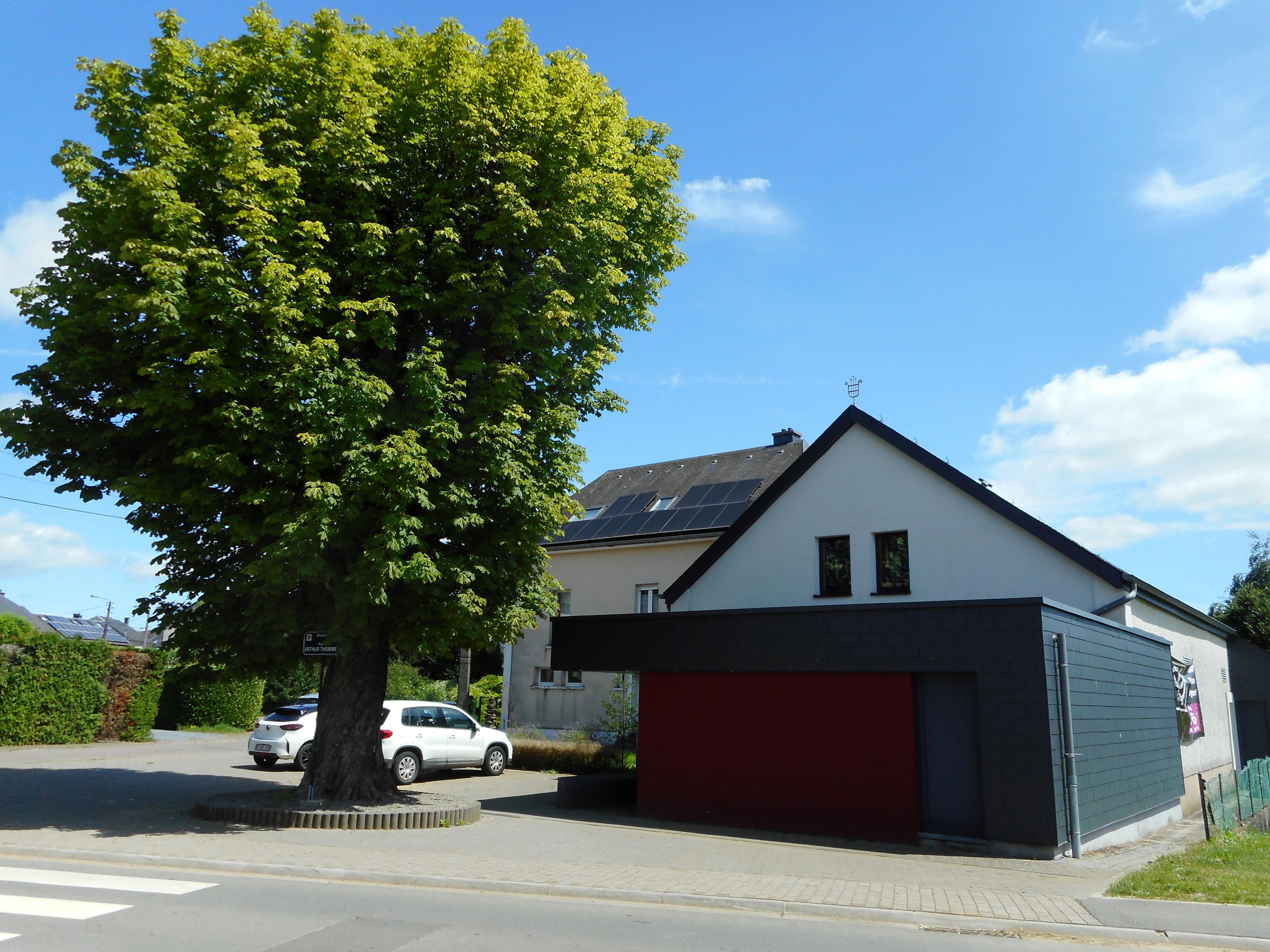
La salle de l'Alliance, place Arthur Thommes.

L’abbé Arthur Thommes, curé de Sélange depuis 1919, fonda la société de musique le 28 janvier 1924. Les membres fondateurs de l’harmonie ont choisi de lui donner pour nom « L’Alliance». Nom évocateur s’il en est car il s’agissait, comme souvent à l’époque, de réunir et de rassembler les hommes autour d’un point commun, la musique en l’occurrence. À Sélange, l’harmonie a toujours eu à cœur d’agrémenter les fêtes religieuses et profanes. Elle fait partie intégrante de la vie du village. Elle n’hésite pas non plus à se déplacer pour participer aux festivités des sociétés musicales amies, voisines ou plus lointaines. Les prêtres qui ont succédé à l’abbé Thommes, l’abbé R. Weber en 1946 et l’abbé L. Ellenbecker en 1965, ont œuvré pour assurer la continuité de l’harmonie, pour former les jeunes et améliorer les performances musicales des anciens avec le soutien des chefs successifs.
Après avoir occupé des locaux ou ateliers mis à disposition par des villageois, l’harmonie décida en 1927 de construire une salle qui fut achevée en 1929. Se révélant par la suite trop exiguë, elle fut agrandie en 1932. Le week-end du 30 avril 2017 est inaugurée, après environ un an de travaux, une salle de musique complètement rénovée et agrandie d'un bloc sanitaire à la place du hall d'entrée.

### Club de tennis de table et festival rock
Le club de tennis de table existe depuis 1968 et fait partie des plus grands clubs de la province de Luxembourg. Depuis 1978 il organise la Fête des baudets, un week-end festif se déroulant le 2e week-end du mois d’août, avec comme attraction notable des courses de baudets le dimanche.
La Fête des baudets est progressivement rehaussée depuis 2006 par un festival rock, le Donkey Rock Festival, dont l’unique soirée du vendredi des débuts s’est vue complétée par l’après-midi et la soirée du samedi, totalisant aujourd’hui une vingtaine de concerts sur le week-end. L’édition 2013 verra passer ou repasser des groupes tels que Punish Yourself, René Binamé, Sidilarsen ou Talco. Dans le passé, on a déjà pu y écouter entre autres Déportivo, Freaky Age, Inimikall, Kill the Young, Les Ramoneurs de Menhirs, Skarbone 14, Tagada Jones, The Real McKenzies, The Straws, Uncommonmenfrommars et Yel... Il y a aujourd’hui également quelques concerts le dimanche, mais plus adaptés à un public familial avec des musiciens comme Cré Tonnerre, Cédric Gervy, Camping sauvach ou Les Rois de la Suède.

### Amicale des 3×20
Fondée en 1976, l'Amicale des 3 × 20 organise deux repas par an : un dîner en période d'automne et un après-midi café vers le printemps.

### Club des jeunes
En 1977, quelques jeunes du village eurent l'idée de créer un club. Les premières réunions eurent lieu fin 1977 au café Lichtfus. Les statuts furent rédigés et le baptême programmé pour janvier 1978. Les parrains en étaient Marcel Maccatory et Louise Lichtfus. Il allait s'appeler Les Scoubidoux, du nom d'un gadget très à la mode à l'époque.  Les objectifs du club sont d'organiser des loisirs et des activités pour les jeunes du village. La première activité fut le grand feu du 11 mars 1978.
Depuis, le programme s'est étoffé :
- Grand feu (jusqu'en 1987) ;
- Le carnaval de Sélange (avec cortège, organisé jusqu'au début des années 1990) ;
- Les jeux inter-villages ;
- Le carnaval d'Arlon ;
- La chasse aux œufs à Pâques ;
- Une participation avec les autres associations du village à la fête locale ;
- Le week-end des jeunes début juillet ;
- Le verre de l'amitié après la messe de minuit de la fête de Noël  ;
- Saint-Nicolas : chaque année, le club des jeunes a l'honneur d'inviter saint Nicolas et lui demande de passer dans les maisons des enfants sages du village.
- Les opérations solidaires et citoyennes (Arc-en-ciel, opération « Choco », « Commune propre »)